# Toc toc toc (blague)
Pour les articles homonymes, voir toc toc toc.
Les blagues commençant par « Toc toc toc ! » sont des jeux de mots demandant la participation de l'interlocuteur suivant une structure fixe.

## Principe
L'enchainement classique des répliques est le suivant :
1. L'humoriste : « Toc toc toc ! »
2. L'interlocuteur : « Qui est là ? »
3. L'humoriste : une réponse, généralement un nom ; cette réponse sert à amorcer la blague.
4. L'interlocuteur : il répète le nom en ajoutant « qui ? ».
5. L'humoriste : le jeu de mots, composé à partir du nom placé au début de la phrase.

La première réplique correspond à la répétition de l'onomatopée « toc » dans le but d'imiter le son d'une personne frappant à une porte. Il est possible de ne répéter que deux fois le son.

## Exemples
Un exemple connu de ce type de blague :
« Toc toc toc !

— Qui est là ?

— Sheila.

— Sheila qui ?

— Sheila lutte finale… »
La chute porte sur les premières paroles du refrain de l'Internationale.
Une variante très connue[réf. souhaitée] :
– Toc, Toc, Toc.

– Qui est là ?

– Oui.

– Oui qui ?

– Wikipédia !

## Dans la culture
La chanson de Ray Ventura et ses Collégiens, Toc, toc partout, 1936, musique de Charlys, arrangement de Raymond Legrand et paroles de Maurice Vandair, est entièrement composée de telles blagues. Voici le début du premier couplet :
Il paraît qu'en Amérique

On pratique un jeu nouveau.

Voulez-vous qu'on vous l'explique ?

Et vous verrez, c'est rigolo.

Toc, toc !

Qui vient là ?

C'est Edmond.

C'est Edmond quoi ?

Edmond-nous les uns les autres

D'un amour comme le nôtre…
Les paroles de la chanson Knock, Knock, Who's There? de Spike Jones sont entièrement faites de ces jeux de mots.